# قلقلة
القلقلة هي إحدى مصطلحات علم التجويد ومعناها هو اضطراب الصوت عند النطق بالحرف الساكن حتى يسمع بنبرة قوية، وحروفها خمسة، مجموعة في: «قطب جد»، وخصت بهذه الحروف؛ لأنها اجتمع فيها صفتا الشدة والجهر، فالجهر يمنع جري النفس، والشدة تمنع جري الصوت.

## تعريفها
القلقلة لغة: الاضطراب. واصطلاحًا: اضطراب المخرج عند النطق بالحرف ساكنا حتى يسمع له نبرة قوية.

## حروف القلقلة
حروف القلقلة خمسة وهي: ق - ط - ب - ج - د وهي مجموعة في «قطب جد»، خصت بهذه الحروف؛ لأنها اجتمع فيها صفتا الشدة والجهر، فالجهر يمنع جري النفس، والشدة تمنع جري الصوت.

## كيفية القلقلة
تقلقل الحروف السابقة إذا وردت ساكنة في وسط الكلمة أو في آخرها، ويقول ابن الجزري في الجزرية: 
وتنقسم القلقلة إلى ثلاث درجات، وهي:
1. أعلاها: وهي عندما يكون حرف القلقلة في آخر الكلمة ومشددا مثل الباء في ﴿تَبَّتْ يَدَا أَبِي لَهَبٍ وَتَبَّ ۝١﴾ [المسد:1].
2. أوسطها: إذا كان حرف القلقلة موقوفًا عليه وكان غير مشدد ومثال لذلك حرف الطاء في ﴿وَاللَّهُ مِنْ وَرَائِهِمْ مُحِيطٌ ۝٢٠﴾ [البروج:20].
3. أقلها: إذا وقع حرف القلقلة في وسط الكلمة ومثال لذلك حرف القاف في ﴿وَخَلَقْنَاكُمْ أَزْوَاجًا ۝٨﴾ [النبأ:8].

## مراتب القلقلة
1. أقواها عند الساكن الموقوف عليه المشدد مثل: {الحَقّ} [الشورى:18].
2. الساكن الموقوف عليه غير المشدد مثل: {فَوَاقٍ} [ص:15].
3. الساكن الموصول مثل: {يَقْبَلُ} [التوبة:104]. وفي هذه المراتب الثلاث نجد أن القلقلة قد بلغت صفة الكمال.
4. الْمُحَرَّك، مثل: {المُتَّقِينَ} [البقرة:2]، فلا يوجد فيه من القلقلة إلا أصلها فقط مثل الغنة في النون والميم المظهرتين والمحركتين، فالثابت فيهما أصلها لا كمالها.[5]

قال الطيبي في ذلك: وخمسة تسمى: حروف القلقلة... لكونها -إن سكنت- مقلقلة، يجمعها: «قطب جد» فوف... بها، وبالغ مع سكون الوقف. لكن ما أدغم لن يقلقلا... لكونه في ما يليه دخلا.

## وصلات خارجية
- برنامج على قناة اقرأ عن القلقلة. على يوتيوب